# Emma Holten
Emma Holten, född 29 maj 1991, är en dansk-svensk debattör, orator och lärare. Hon är redaktör för det danska magasinet Friktion. Hon blev 2014 känd för att gå till strid mot hämndporr - dels sådan som hon själv hade varit utsatt för sedan 2011, dels mer allmänt.
Hon har blivit känd som en av de unga rösterna i den nordiska feminismen.
År 2016 visade den tyska tv-kanalen RTL några av de stulna nakenbilderna av Emma Holten utan hennes samtycke, vilket resulterade i ekonomiskt skadestånd till henne.
Hon är redaktör för magasinet Friktion och lärare på Krogerup Højskole i Humlebæk, Danmark.
Den 18 maj 2025 var Emma Holten gäst i Söndagsintervjun.